# Clemente Domínguez y Gómez
Clemente Dominguez y Gomez (23. svibnja 1946. – 22. ožujka 2005.), osoba koja je bila na čelu Palmarijanske katoličke crkve od 1978. do 2005. godine. Čitavu Palmarijansku crkvu rimokatolici drže herezom. Samoproglašeni "papa Grgur XVII."
Rodio se u Sevilli. Postao je svećenikom i kasnije zaređen za biskupa. Osnovao je Palmarijansku crkvu, koja je za svoje svece izabrala dva čovjeka - Kristofora Kolumba i Francisca Franca. Dominguez je tvrdio da mu se ukazala Blažena Djevica Marija i to 30. rujna 1969. Rekla mu je da osuđuje herezu koja se provodi, posebice osuvremenjivanje Crkve nakon Drugog vatikanskog koncila. Kasnije je tvrdio, da mu se u viziji ukazao sam Isus Krist, a da su uz njega bili Sv. Petar i sv. Pavao. Prema njegovim riječima, Isus ga je imenovao svojim pod-vikarom te mu rekao da je on nasljednik pape Pavla VI. Oslijepio je u prometnoj nesreći, a optuživan je za seksualne odnose sa svojim svećenicima i časnim sestrama. To je priznao i tražio oprost. Pristaše njegovog učenja tvrde da je imao stigme kao i Isus. Njegovo papinstvo je poznato kao "Slava masline", kako je prorekao Sveti Malahije.
Naslijedio ga je Manuel Corral, koji je uzeo ime "Petar II.".